# Apteroblatta adelungi
Apteroblatta adelungi är en kackerlacksart som beskrevs av Robert Walter Campbell Shelford 1908. Apteroblatta adelungi ingår i släktet Apteroblatta och familjen småkackerlackor.
Artens utbredningsområde är Etiopien. Inga underarter finns listade i Catalogue of Life.